# Tymovirales
Tymovirales es un orden de virus que infectan plantas, hongos y protistas. Presentan un genoma de ARN monocatenario de sentido positivo, por lo que se incluyen en el Grupo IV de la Clasificación de Baltimore. Su material genético está protegido por una capa de proteínas específica y la replicación del genoma se realiza sin ADN intermedario. Se considera que filogenéticamente forman un grupo por similitudes en sus poliproteínas asociadas a la replicación, que representan la mayor parte de su capacidad de codificación genómica. Se conocen como flexivirus pues sus viriones son filamentosos.